# جيمس هاتشينسون
جيمس هاتشينسون (بالإنجليزية: James Hutchinson)‏ هو موسيقي أمريكي، ولد في 24 يناير 1953 في لين في الولايات المتحدة.

## وصلات خارجية
- جيمس هاتشينسون على موقع ميوزك برينز (الإنجليزية)
- جيمس هاتشينسون على موقع ميوزك برينز (الإنجليزية)
- جيمس هاتشينسون على موقع أول ميوزيك (الإنجليزية)
- جيمس هاتشينسون على موقع ديسكوغز (الإنجليزية)
- جيمس هاتشينسون على موقع ديسكوغز (الإنجليزية)